# Chloropsina deemingi
Chloropsina deemingi är en tvåvingeart som beskrevs av Ismay 1996. Chloropsina deemingi ingår i släktet Chloropsina och familjen fritflugor. Inga underarter finns listade i Catalogue of Life.